# نزيهة سليم
نزيهة محمد سليم عبد القادر الخالدي الموصلي (1927م- 15 شباط 2008م) هي فنانة تشكيلية من العراق. وصفها جلال طالباني بأنها «أول امرأة عراقية رسخت ركائز الفن العراقي المعاصر».

## نشأتها
ولدت عام 1927م، في مدينة إسطنبول في تركيا، لأبوين عراقيين مِن مَدينة الموصل. كان والدها محمد سليم ضابطا في الجيش، عادت العائلة إلى بغداد في عشرينيات القرن الماضي، عندما كانت نزيهة طفلة صغيرة.
نشأت الفنانة نزيهة في أسرة تحب الرسم، أسرة برز منها فنانون أمثال سعاد سليم ونزار سليم وكذلك الفَنان القَدير جواد سليم. اسمها الصريح فاطمة نزيهة وهي البنت الوحيدة بين سبعة أخوة، توفي ثلاثة منهم صغارًا، أحدهم عند الولادة والثاني بعد عام وآخر بعد عام ونصف، وبقيت هي -وهي الخامسة- بين أربعة أخوة وهم بأسمائهم المركبة (محمد رشاد، علي سعاد، أحمد جواد ومصطفى نزار) نشأت (نزيهة) في وسط عائلة كانت تهتم كثيرا بالثقافة والفنون، فوالدها الحاج (محمد سليم علي الموصلي) كان رسامًا ومديرا عاما وأول أستاذ رسم للأمير غازي، بينما كانت والدتها أيضًا فنانة ومطرزة ماهرة. أما إخوتها، محمد رشاد (مواليد 1913)، كانَ رسام كاريكاتير سياسي. سعاد سليم (مواليد 1918)، كانَ رسامًا ومصمِمًا صَممَ شعار نبالة الجمهورية العراقية. جواد سليم (مواليد 1920)، رسام ونحات صَممة نَصب الحُرية. ونزار سليم (مواليد 1925) كان فنانًا أيضًا. كذلكَ كان الفنان عبد القادر الرسام، أول رَسام عراقي يرسم على الطراز الأوروبي، من أقرباءه (ربما يكون ابن عم والدها). كانت دار العائلة في منطقة (الفضل) ببغداد، ملتقى الفنانين العراقيين والأجانب مثل: (باريما) و(ماتوشالك) و(حابسكي) و(مدام ستنلويد) و(كنت وود). كانوا جميعا مهتمين بسماع الموسيقى الكلاسيكية، وكان والدهم يتذوق المقام العراقي ويقرأه، كما كان يجود القرآن الكريم.
تأثرت بوالدها في تشكيل الانتباهة الأولى التي تركزت حولها تجربتها في فن الرسم. تجربتها هي وتجارب إخوتها كذلك، رشاد وسعاد وجواد ونزار. كان يعلمهم تكبير الصور بالمربعات، وجر خط مستقيم بسحب القلم من اليسار إلى اليمين على أن يقطعوا أنفاسهم حتى ينتهوا من ذلك، وأن يظللوا ويقيسوا الأحجام. هنالك علامة جرح بارزة على خدها هو من فعل أخوها جواد عندما كانت صغيرة حيث غرس ماشة شعرها في خدها وتسبب في جرحها.

## دراستها
تخرجت من معهد الفنون الجميلة ببغداد سنة 1947 ونظرًا لتفوقها فقد أُرسلت ببعثة رسمية إلى باريس وهي أول أمرأة عراقية تُسافر خارج القطر لدراسة الفن. تخرجت من مَعهد باريس للفُنون الجَميلة سنة 1951، حيثُ تخصصت في رسم الجداريات على يد الفنان الفرنسي المعروف «فرناند ليجيه» و«سوفربي»، كما أُرسلت بزمالة لمدة عام واحد إلى ألمانيا الشرقية للتخصص في رسوم الأطفال ورسوم المسرح وتمرنت أثناء ذلك على المزججات والتطعيم بالأنامل.

## مساهماتها
شاركت الفنانة في نشاطات مُختلفة كإسهامها مع الفنان شاكر حسن آل سعيد ومحمد غني حكمت وجواد سليم في تشكيل جماعة بغداد للفن الحديث عام 1953-1954م، وفي تأسيس جمعية الفنانين التشكيليين العراقيين، إلى جانب دورها التربوي كأستاذة في معهد الفنون الجميلة حتى عام 1982.

## أعمالها
لها العديد من الأعمال منها: شباك بنت الجلبي- ليلة عرس- صانع اللحف- أفراح المرأة - الدخلة، وغير ذلك الكثير، ولكن سرقت معظم تلك الأعمال من المتحف العراقي في مركز صدام للفنون أثر الاجتياح الأمريكي للعراق سنة 2003 في أسوأ عملية تخريب تعرضت له المتاحف في العراق ولم يبقَ من تلك الأعمال سوى ست لوحات هي: (امرأة مستلقية، الأهوار، بائع البطيخ، الحرب، بورترية لفتاة، الجدة)، واللوحة الأخيرة تصور امرأة عجوز في حجرها كرة صوف، وفي كفها اليمنى إبرتا الحياكة، وقد تعرضت أجزاء من هذه اللوحة للتلف والتخريب المتعمد. تلك اللوحات منها اثنتان معروضتان في قاعة العرض في دائرة الفنون التشكيلية في وزارة الثقافة، أما اللوحات الأربعة الأخرى فقد تم حفظها.

## وفاتها
أصيبت نزيهة سليم بجلطة دماغية عام 2003 أصابتها بالشلل. عاشت خمس سنوات أخرى، وتوفيت في بغداد يوم 15 شباط 2008 عن عمر يناهز 81 عامًا.
أُقيم لها تشييع أنطلق من دارها في منطقة الوزيرية قرب كلية الفنون الجميلة، والتي تعود لشقيقها الراحل الفنان جواد سليم حيث مثواها الأخير في مقبرة الشيخ معروف في جانب الكرخ من بغداد. وأعلنت الأمانة العامة لمجلس الوزراء العراقي الجمعة في بيان عن إيفاد ممثل عنها حضر مراسيم تشييع الفنانة الراحلة فضلاً عن تبني مراسم الدفن والعزاء، ونعاها الرئيس جلال طالباني بقوله «ودع العراق الفنانة التشكيلية الرائدة نزيهة سليم، أول امرأة أسهمت في إرساء ركائز الفن العراقي المعاصر، وعملت مع شقيقها الفنان العراقي الأبرز في القرن العشرين جواد سليم وشقيقها الآخر نزار سليم وكوكبة من الرسامين والنحاتين الرواد على التأسيس لمدرسة فنية منفتحة على الحداثة وليست منقطعة عن التراث، إن رحيل نزيهة سليم خسارة كبرى للفن والثقافة في العراق، بيد أن أعمالها ستبقى جزءاً أصيلاً من ثروة العراق الفنية.»

### احتِفال جوجل

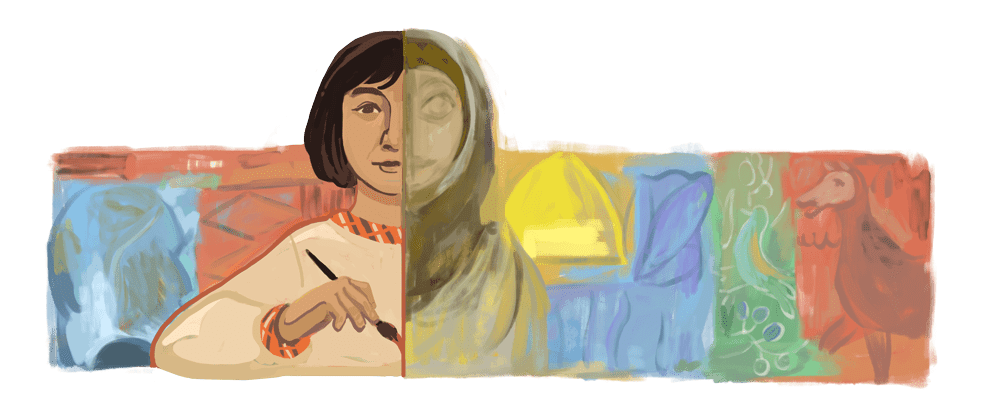
جوجل يَحتَفل بذِكرى الفَنانة نَزيهة سَليم، 23 أبريل 2022.

يَوم 23 أبريل 2022، احتِفَلَ جوجل بذِكرى الفَنانة نَزيهة سَليم، في مِثل هذا اليَوم مِن عامْ 2020، سَلطت مؤسسة بارجيل للفُنون الضَوء على نزيهة سليم في مَجموعتها مِنَ الفَنانات.